# アイダール湖
アイダール湖（英語: Aydar Lake、ウズベク語: Aydar Ko‘l/Айдар кўли、英語: Lake Aydarkul / Lake Aidarkul）は、ウズベキスタン・ナヴォイ州とジザフ州に存在する湖である。ウズベク語ではクル（Ko‘l）は湖の意であるが、「クル」を湖の名称に含めた「アイダルクル湖」と呼ぶことも多い。アイダール湖と元のアルナサイ低地を合わせた全面積は4,000km2である。この地域にはアイダール湖、アルナサイ湖、トゥズカン湖の3つの汽水湖があり、現在はウズベキスタンとカザフスタンにまたがって存在するキジルクム砂漠の南東部に位置する。アイダール湖はソビエト連邦の灌漑計画の際に副産物として意図せず出来上がったものである。

## 概要
1950年代まではアルナサイ（Arnasay）は塩分を多く含む干上がった低地であり、春にはトゥズカン・グリスタン湖（Lake Tuzkan Glisten）より少量の水が流れ込むものの、それ以外は気温の高さから水が供給されず、干上がるような土地だった。
1960年代前半にシルダリヤ川がせき止められ、そこにチャルダラ（カザフ語: Чардара、ロシア語: Шардара）灌漑ダムが建設された。ダムの水門で水量がコントロールされていたが、1969年に大規模な洪水が起こり、ダムの許容量を越えて水が溢れだした。1969年2月から1970年2月の1年間でシルダリヤ川の年間流水量の約60%（21km3）がチャルダラ貯水湖よりアルナサイ低地へと流れ込んだ。このようにして、アイダール湖は意図せず出来上がったものであった。1969年以降、アルナサイ低地はチャルダラ貯水湖の許容量を超えて流れこむ水の供給を受けるようになった。アルナサイ低地は水の供給を受ける内に湖へと発展、現在では縮小を続けるアラル海に続き国内2番目の大きさの湖へと成長している。
2005年、アイダール湖の水量は44.3km3とされている。今日、アイダール湖の全面積は3,000km2である。アイダール湖に含まれるミネラルの量は平均2,000ppmにまで減少している。
湖にはスズキ、ブリーム、ナマズ、コイ、カムルチーなど様々な魚が生息しており、釣りを楽しむこともできる。1994～2001年の統計データによれば、760～2000種類の魚が生息しているとのことである。
湖周辺ではカオジロオタテガモ、マミジロゲリ、ニシハイイロペリカン、アオガン、カリガネ、キガシラウミワシなどが生息しており、キジルクム砂漠とゴロドナヤ・ステップで見られる動物相に加えて、アラル海から飛来する鳥類などの様々な動物も観察することができる。一帯にはヨシ、オカヒジキ、ギョリュウなどの植生があり、2008年に一帯はラムサール条約登録地となった。
アイダール湖は居住地域からは離れたところに存在しているため、湖ができるまでは閑散とした土地だった。現在は345世帯、約1,760人が湖近辺に生活している。
アイダール湖付近では釣りの他、ゲル体験やラクダのりなども楽しむことができる。